# Allmänna principer inom europeisk unionsrätt
Allmänna principer inom europeisk unionsrätt är rättsprinciper som fastställts av EU-domstolen genom rättspraxis och som utgör en viktig rättskälla inom unionsrätten. De allmänna principerna tillkom ursprungligen som ett sätt för EU-domstolen att kompensera för avsaknaden av ett omfattande skydd för grundläggande rättigheter inom Europeiska gemenskaperna. Genom företrädesprincipen fastslog EU-domstolen på 1960-talet att de nationella rättsordningarna var underordnade gemenskapsrätten, numera unionsrätten, men eftersom det vid denna tidpunkt inte fanns något direkt skydd för grundläggande rättigheter inom gemenskapsrätten kunde detta leda till en urholkningen av det nationella skyddet av sådana rättigheter. Därför utvecklade domstolen en doktrin som innebar att vissa allmänna principer skulle anses utgör en del av gemenskapsrätten. Sådana principer innefattar till exempel proportionalitetsprincipen, mänskliga rättigheter, rättssäkerhet, principen om berättigade förväntningar, jämlikhet, försiktighetsprincipen och processuell rättvisa. De allmänna principerna är dock inte väldefinierade utan fastställs av EU-domstolen genom rättspraxis allteftersom olika mål avgörs. Principerna härrör antingen från medlemsstaternas gemensamma konstitutionella traditioner eller genom principer inom folkrätten alternativt i internationella avtal som medlemsstaterna eller unionen har ingått.
De allmänna principerna utgör en del av primärrätten och är därför överordnade sekundärrätten, till exempel förordningar och direktiv. En rättsakt som är oförenlig med de allmänna principerna kan ogiltigförklaras av EU-domstolen. Vissa av de allmänna principerna har kodifierats i unionens fördrag, till exempel proportionalitetsprincipen genom Maastrichtfördraget. Genom stadgan om de grundläggande rättigheterna, som blev rättsligt bindande den 1 december 2009 genom Lissabonfördraget, har en stor mängd av de allmänna principerna kodifierats och de har i stort sett spelat ut sin roll.